# 史蒂文·普鲁特
史蒂文·普鲁特（1984年4月17日—），维基百科用户名为Ser Amantio di Nicolao，美国维基人。他在维基百科编辑次数超过三百万，创建了35,000多篇条目，是英语维基百科编辑次数最多的编者。普鲁特还参与女性条目创建活动，帮助消除维基百科性别系统偏见。2017年，《时代》杂志将其评为“互联网最具影响力25人”。

## 个人简介
1984年4月17日，史蒂文·普鲁特出生于美国德克萨斯州圣安东尼奥，他的父亲唐纳德·普鲁特（Donald Pruitt）来自弗吉尼亚州里士满，与史蒂文的母亲，美国俄罗斯犹太人移民阿拉·普鲁特（Alla Pruitt）结识于靠近圣安东尼奥联合基地的美国国防语言学院，两人都曾在该学校俄语系工作。
普鲁特2002年毕业于弗吉尼亚州亚历山德里亚的圣斯蒂芬和圣艾格尼丝学校，并于威廉与玛丽学院攻读艺术史，2006年获得学位。普鲁特除了编辑维基百科外，还对参与的国会山合唱团有兴趣。他还特别喜欢歌剧，其用户名“Ser Amantio di Nicolao”正源自贾科莫·普契尼歌剧《賈尼·斯基基》中的一个配角。
2017年，普鲁特在美国海关及边境保卫局工作，是一名负责记录信息的合同工。 。一篇2018年对普鲁特的报道表示时年33岁的普鲁特仍旧单身，并且在华盛顿特区与父母同住。

## 维基百科编辑
普鲁特认为他于2004年6月首次编辑维基百科，而现在的维基百科账号于2006年大学四年级时创建。他的第一篇条目是彼得·弗朗西斯科，普鲁特的“曾曾曾曾曾曾祖父”，葡萄牙出生的美国独立战争英雄。截至2019年2月，普鲁特在维基百科上编辑次数超过三百万次；他于2015年超过贾斯汀·纳普，成为英文维基百科编辑次数最多的用户。为抵消网站的性别鸿沟，他在维基百科上创建了600多篇女性条目。

### 采访与荣誉
2017年，因为维基百科编辑次数和为消除维基百科的性别失调所做的贡献，《时代》杂志将其与姚晨、唐纳德·特朗普、JK罗琳、BTS等人共同列为“互联网最具影响力25人”之一，并称普鲁特是「作为互联网上最活跃的真实信息守护者之一，在假新闻泛滥的年代脱颖而出的33岁弗吉尼亚人」（In an era defined by fake news, the 33-year-old Virginian (real name: Steven Pruitt) has emerged as one of the internet’s most prolific guardians of fact）。
2019年，普鲁特接受美国哥伦比亚广播公司《今晨》节目的专访，讲述了关于其首篇条目——其先祖彼得·弗朗西斯科的故事。对于维基百科偏重介绍男性的批评，他介绍了如何帮助维基百科扩大知名女性条目的比重。